# Rychlobruslení na Zimních olympijských hrách 1988
Závody v rychlobruslení se na Zimních olympijských hrách 1988 v Calgary uskutečnily ve dnech 14.–28. února 1988 v hale Olympic Oval.

## Přehled

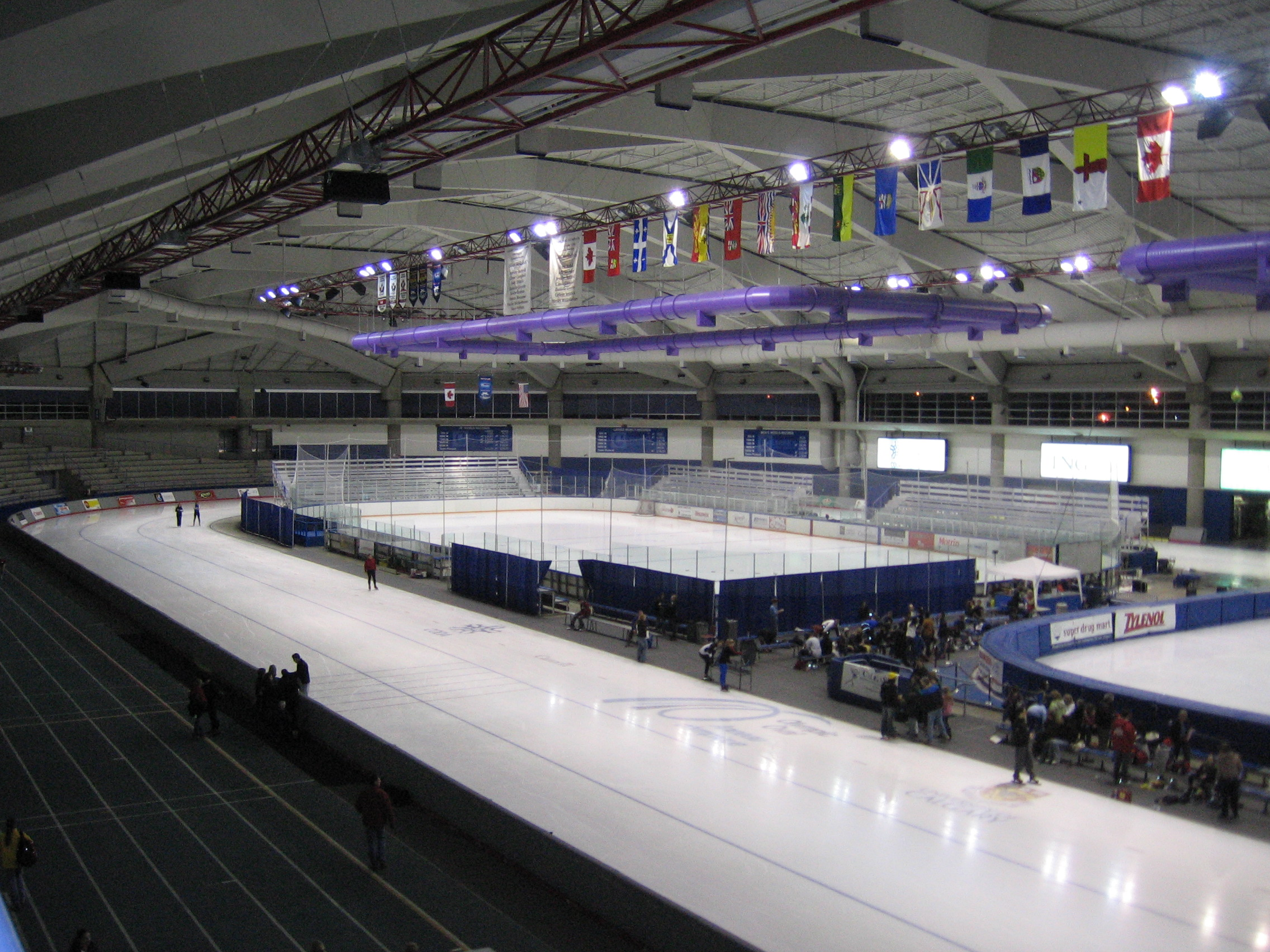
Olympic Oval

V Calgary bylo na programu celkem 10 závodů, pět pro muže a pět pro ženy. Muži startovali na tratích 500 m, 1000 m, 1500 m, 5000 m a 10 000 m, ženy na tratích 500 m, 1000 m, 1500 m, 3000 m a 5000 m. Závod na 5000 m žen měl v Calgary olympijskou premiéru.

## Medailové pořadí zemí
| Pořadí  | Země                                 | Zlato | Stříbro | Bronz | Celkově |
| ------- | ------------------------------------ | ----- | ------- | ----- | ------- |
| 1.      | Německá demokratická republika (GDR) | 3     | 6       | 4     | 13      |
| 2.      | Nizozemsko (NED)                     | 3     | 2       | 2     | 7       |
| 3.      | Švédsko (SWE)                        | 2     | 0       | 0     | 2       |
| 4.      | Spojené státy americké (USA)         | 1     | 1       | 1     | 3       |
| 5.      | Sovětský svaz (URS)                  | 1     | 0       | 1     | 2       |
| 6.      | Rakousko (AUT)                       | 0     | 1       | 1     | 2       |
| 7.      | Japonsko (JPN)                       | 0     | 0       | 1     | 1       |
| Celkově | Celkově                              | 10    | 10      | 10    | 30      |

## Muži

### 500 m
| Pořadí           | Jméno             | Země                           | Čas        | Ztráta |
| ---------------- | ----------------- | ------------------------------ | ---------- | ------ |
| Zlatá medaile    | Uwe-Jens Mey      | Německá demokratická republika | 36,45 (WR) | 0,00   |
| Stříbrná medaile | Jan Ykema         | Nizozemsko                     | 36,76      | +0,31  |
| Bronzová medaile | Akira Kuroiwa     | Japonsko                       | 36,77      | +0,32  |
| 4.               | Sergej Fokičev    | Sovětský svaz                  | 36,82      | +0,37  |
| 5.               | Pe Ki-te          | Jižní Korea                    | 36,90      | +0,45  |
| 6.               | Igor Železovskij  | Sovětský svaz                  | 36,94      | +0,49  |
| 7.               | Guy Thibault      | Kanada                         | 36,96      | +0,51  |
| 8.               | Nick Thometz      | Spojené státy americké         | 37,16      | +0,71  |
| 9.               | Jasumicu Kanehama | Japonsko                       | 37,25      | +0,80  |
| 10.              | Frode Rønning     | Norsko                         | 37,31      | +0,86  |

### 1000 m
| Pořadí           | Jméno              | Země                           | Čas          | Ztráta |
| ---------------- | ------------------ | ------------------------------ | ------------ | ------ |
| Zlatá medaile    | Nikolaj Guljajev   | Sovětský svaz                  | 1:13,03 (OR) | 0,00   |
| Stříbrná medaile | Uwe-Jens Mey       | Německá demokratická republika | 1:13,11      | +0,08  |
| Bronzová medaile | Igor Železovskij   | Sovětský svaz                  | 1:13,19      | +0,16  |
| 4.               | Eric Flaim         | Spojené státy americké         | 1:13,53      | +0,50  |
| 5.               | Gaétan Boucher     | Kanada                         | 1:13,77      | +0,74  |
| 6.               | Michael Hadschieff | Rakousko                       | 1:13,84      | +0,81  |
| 7.               | Guy Thibault       | Kanada                         | 1:14,16      | +1,13  |
| 8.               | Peter Adeberg      | Německá demokratická republika | 1:14,19      | +1,16  |
| 9.               | Jasumicu Kanehama  | Japonsko                       | 1:14,36      | +1,33  |
| 9.               | Pe Ki-te           | Jižní Korea                    | 1:14,36      | +1,33  |

### 1500 m
| Pořadí           | Jméno              | Země                           | Čas          | Ztráta |
| ---------------- | ------------------ | ------------------------------ | ------------ | ------ |
| Zlatá medaile    | André Hoffmann     | Německá demokratická republika | 1:52,06 (WR) | 0,00   |
| Stříbrná medaile | Eric Flaim         | Spojené státy americké         | 1:52,12      | +0,06  |
| Bronzová medaile | Michael Hadschieff | Rakousko                       | 1:52,31      | +0,25  |
| 4.               | Igor Železovskij   | Sovětský svaz                  | 1:52,63      | +0,57  |
| 5.               | Toru Aojanagi      | Japonsko                       | 1:52,85      | +0,79  |
| 6.               | Alexandr Klimov    | Sovětský svaz                  | 1:52,97      | +0,91  |
| 7.               | Nikolaj Guljajev   | Sovětský svaz                  | 1:53,04      | +0,98  |
| 8.               | Peter Adeberg      | Německá demokratická republika | 1:53,57      | +1,51  |
| 9.               | Gaétan Boucher     | Kanada                         | 1:54,18      | +2,16  |
| 10.              | Jean Pichette      | Kanada                         | 1:54,63      | +2,57  |
|                  |                    |                                |              |        |
| 34.              | Jiří Kyncl         | Československo                 | 1:58,44      | +6,38  |

### 5000 m
| Pořadí           | Jméno              | Země                           | Čas          | Ztráta |
| ---------------- | ------------------ | ------------------------------ | ------------ | ------ |
| Zlatá medaile    | Tomas Gustafson    | Švédsko                        | 6:44,63 (OR) | 0,00   |
| Stříbrná medaile | Leo Visser         | Nizozemsko                     | 6:44,98      | +0,35  |
| Bronzová medaile | Gerard Kemkers     | Nizozemsko                     | 6:45,92      | +1,29  |
| 4.               | Eric Flaim         | Spojené státy americké         | 6:47,09      | +2,46  |
| 5.               | Michael Hadschieff | Rakousko                       | 6:48,72      | +4,09  |
| 6.               | Dave Silk          | Spojené státy americké         | 6:49,95      | +5,32  |
| 7.               | Geir Karlstad      | Norsko                         | 6:50,88      | +6,25  |
| 8.               | Roland Freier      | Německá demokratická republika | 6:51,42      | +6,79  |
| 9.               | Mark Greenwald     | Spojené státy americké         | 6:51,98      | +7,35  |
| 10.              | Danny Kah          | Austrálie                      | 6:52,14      | +7,51  |
|                  |                    |                                |              |        |
| 25.              | Jiří Kyncl         | Československo                 | 6:59,82      | +15,19 |

### 10 000 m
| Pořadí           | Jméno              | Země                           | Čas           | Ztráta |
| ---------------- | ------------------ | ------------------------------ | ------------- | ------ |
| Zlatá medaile    | Tomas Gustafson    | Švédsko                        | 13:48,20 (WR) | 0,00   |
| Stříbrná medaile | Michael Hadschieff | Rakousko                       | 13:56,11      | +7,91  |
| Bronzová medaile | Leo Visser         | Nizozemsko                     | 14:00,55      | +12,35 |
| 4.               | Eric Flaim         | Spojené státy americké         | 14:05,57      | +17,37 |
| 5.               | Gerard Kemkers     | Nizozemsko                     | 14:08,34      | +20,14 |
| 6.               | Jurij Kljujev      | Sovětský svaz                  | 14:09,68      | +21,48 |
| 7.               | Roberto Sighel     | Itálie                         | 14:13,60      | +25,40 |
| 8.               | Roland Freier      | Německá demokratická republika | 14:19,16      | +30,96 |
| 9.               | Sergej Berezin     | Sovětský svaz                  | 14:20,48      | +32,28 |
| 10.              | Benoît Lamarche    | Kanada                         | 14:21,39      | +33,19 |
|                  |                    |                                |               |        |
| 16.              | Jiří Kyncl         | Československo                 | 14:27,32      | +39,12 |

## Ženy

### 500 m
| Pořadí           | Jméno                      | Země                           | Čas        | Ztráta |
| ---------------- | -------------------------- | ------------------------------ | ---------- | ------ |
| Zlatá medaile    | Bonnie Blairová            | Spojené státy americké         | 39,10 (WR) | 0,00   |
| Stříbrná medaile | Christa Rothenburgerová    | Německá demokratická republika | 39,12      | +0,02  |
| Bronzová medaile | Karin Kaniaová             | Německá demokratická republika | 39,24      | +0,14  |
| 4.               | Angela Stahnkeová          | Německá demokratická republika | 39,68      | +0,58  |
| 5.               | Seiko Hašimotová           | Japonsko                       | 39,74      | +0,64  |
| 6.               | Shelley Rheadová           | Kanada                         | 40,36      | +1,26  |
| 7.               | Monika Gawenusová-Pflugová | Západní Německo                | 40,53      | +1,43  |
| 8.               | Šoko Fusanová              | Japonsko                       | 40,61      | +1,51  |
| 9.               | Natalja Šiveová            | Sovětský svaz                  | 40,66      | +1,56  |
| 10.              | Andrea Ehrigová            | Německá demokratická republika | 40,71      | +1,61  |

### 1000 m
| Pořadí           | Jméno                   | Země                           | Čas          | Ztráta |
| ---------------- | ----------------------- | ------------------------------ | ------------ | ------ |
| Zlatá medaile    | Christa Rothenburgerová | Německá demokratická republika | 1:17,65 (WR) | 0,00   |
| Stříbrná medaile | Karin Kaniaová          | Německá demokratická republika | 1:17,70      | +0,05  |
| Bronzová medaile | Bonnie Blairová         | Spojené státy americké         | 1:18,31      | +0,66  |
| 4.               | Andrea Ehrigová         | Německá demokratická republika | 1:19,32      | +1,67  |
| 5.               | Seiko Hašimotová        | Japonsko                       | 1:19,75      | +2,10  |
| 6.               | Angela Stahnkeová       | Německá demokratická republika | 1:20,05      | +2,40  |
| 7.               | Leslie Baderová         | Spojené státy americké         | 1:21,09      | +3,44  |
| 8.               | Katie Classová          | Spojené státy americké         | 1:21,10      | +3,45  |
| 9.               | Natalie Grenierová      | Kanada                         | 1:21,15      | +3,50  |
| 10.              | Erwina Ryśová-Ferensová | Polsko                         | 1:21,44      | +3,79  |

### 1500 m
| Pořadí           | Jméno                   | Země                           | Čas          | Ztráta |
| ---------------- | ----------------------- | ------------------------------ | ------------ | ------ |
| Zlatá medaile    | Yvonne van Gennipová    | Nizozemsko                     | 2:00,68 (OR) | 0,00   |
| Stříbrná medaile | Karin Kaniaová          | Německá demokratická republika | 2:00,82      | +0,14  |
| Bronzová medaile | Andrea Ehrigová         | Německá demokratická republika | 2:01,49      | +0,81  |
| 4.               | Bonnie Blairová         | Spojené státy americké         | 2:04,02      | +3,34  |
| 5.               | Jelena Lapugová         | Sovětský svaz                  | 2:04,24      | +3,56  |
| 6.               | Seiko Hašimotová        | Japonsko                       | 2:04,38      | +3,70  |
| 7.               | Gunda Kleemannová       | Německá demokratická republika | 2:04,68      | +4,00  |
| 7.               | Erwina Ryśová-Ferensová | Polsko                         | 2:04,68      | +4,00  |
| 9.               | Sung Hwa                | Severní Korea                  | 2:05,25      | +4,57  |
| 10.              | Leslie Baderová         | Spojené státy americké         | 2:05,53      | +4,85  |

### 3000 m
| Pořadí           | Jméno                   | Země                           | Čas          | Ztráta |
| ---------------- | ----------------------- | ------------------------------ | ------------ | ------ |
| Zlatá medaile    | Yvonne van Gennipová    | Nizozemsko                     | 4:11,94 (WR) | 0,00   |
| Stříbrná medaile | Andrea Ehrigová         | Německá demokratická republika | 4:12,09      | +0,15  |
| Bronzová medaile | Gabi Zangeová           | Německá demokratická republika | 4:16,92      | +4,98  |
| 4.               | Karin Kaniaová          | Německá demokratická republika | 4:18,80      | +6,86  |
| 5.               | Erwina Ryśová-Ferensová | Polsko                         | 4:22,59      | +10,65 |
| 6.               | Světlana Bojková        | Sovětský svaz                  | 4:22,90      | +10,96 |
| 7.               | Seiko Hašimotová        | Japonsko                       | 4:23,29      | +11,35 |
| 7.               | Jelena Lapugová         | Sovětský svaz                  | 4:23,29      | +11,35 |
| 9.               | Jelena Tumanovová       | Sovětský svaz                  | 4:24,07      | +12,13 |
| 10.              | Jasmin Krohnová         | Švédsko                        | 4:25,06      | +13,12 |

### 5000 m
| Pořadí           | Jméno                | Země                           | Čas          | Ztráta |
| ---------------- | -------------------- | ------------------------------ | ------------ | ------ |
| Zlatá medaile    | Yvonne van Gennipová | Nizozemsko                     | 7:14,13 (WR) | 0,00   |
| Stříbrná medaile | Andrea Ehrigová      | Německá demokratická republika | 7:17,12      | +2,99  |
| Bronzová medaile | Gabi Zangeová        | Německá demokratická republika | 7:21,61      | +7,48  |
| 4.               | Světlana Bojková     | Sovětský svaz                  | 7:28,39      | +14,26 |
| 5.               | Jelena Lapugová      | Sovětský svaz                  | 7:28,65      | +14,52 |
| 6.               | Seiko Hašimotová     | Japonsko                       | 7:34,43      | +20,30 |
| 7.               | Gunda Kleemannová    | Německá demokratická republika | 7:34,59      | +20,46 |
| 8.               | Jasmin Krohnová      | Švédsko                        | 7:36,56      | +22,43 |
| 9.               | Chan Čchun           | Severní Korea                  | 7:36,81      | +22,68 |
| 10.              | Janet Goldmanová     | Spojené státy americké         | 7:36,98      | +22,85 |

## Program
| Den    | Datum          | Závod         |
| ------ | -------------- | ------------- |
| den 2  | 14. února 1988 | 500 m muži    |
| den 5  | 17. února 1988 | 5000 m muži   |
| den 6  | 18. února 1988 | 1000 m muži   |
| den 8  | 20. února 1988 | 1500 m muži   |
| den 9  | 21. února 1988 | 10 000 m muži |
| den 10 | 22. února 1988 | 500 m ženy    |
| den 11 | 23. února 1988 | 3000 m ženy   |
| den 14 | 26. února 1988 | 1000 m ženy   |
| den 15 | 27. února 1988 | 1500 m ženy   |
| den 16 | 28. února 1988 | 5000 m ženy   |

## Zúčastněné země
- Austrálie (4)
- Československo (1)
- Čína (4)
- Finsko (2)
- Francie (4)
- Itálie (3)
- Japonsko (13)
- Jižní Korea (6)
- Jugoslávie (2)
- Kanada (16)
- Německá demokratická republika (11)
- Nizozemsko (11)
- Norsko (7)
- Polsko (3)
- Rakousko (3)
- Severní Korea (4)
- Sovětský svaz (17)
- Spojené státy americké (17)
- Švédsko (7)
- Velká Británie (2)
- Západní Německo (5)

### Československá výprava
Československou výpravu vedl trenér Petr Novák a tvořil ji jeden muž:
- Jiří Kyncl – 1500 m (34. místo), 5000 m (25. místo), 10 000 m (16. místo)